# ای‌اسکوارد
ضدبدافزار ای‌اسکوارد (به انگلیسی: A Squared Anti-Malware) نرم‌افزاری امنیتی جهت مقابله با ویروسها، تروجانها، آگهی‌افزارها، کرم‌های رایانه‌ای و جاسوس‌افزارها می‌باشد. این نرم‌افزار توسط شرکت اتریشی Emsi Software GmbH ارائه می‌گردد. این نرم‌افزار دارای نسخه‌های رایگان و تجاری بوده و نسخه رایگان آن دارای ۴ میلیون کاربر می‌باشد.
درآزمایشی که توسط سایت malwareresearchgroup 
بر روی هفت ضدبدافزار صورت گرفت از هزار نمونه بدافزار بکار رفته در این آزمایش، ای‌اسکوارد با شناسایی ۹۸۳ بدافزار مقام دوم را در شناسایی بدافزارها کسب نمود.

## جوایز
۱-دریافت جایزه Epsilon Award 2009 از موسسه European Software Conference 

۱-دریافت جایزه ProtectStar AWARD 2009 از موسسه ProtectStar در سپتامبر 2009